# Франсуа-Марі Баньє

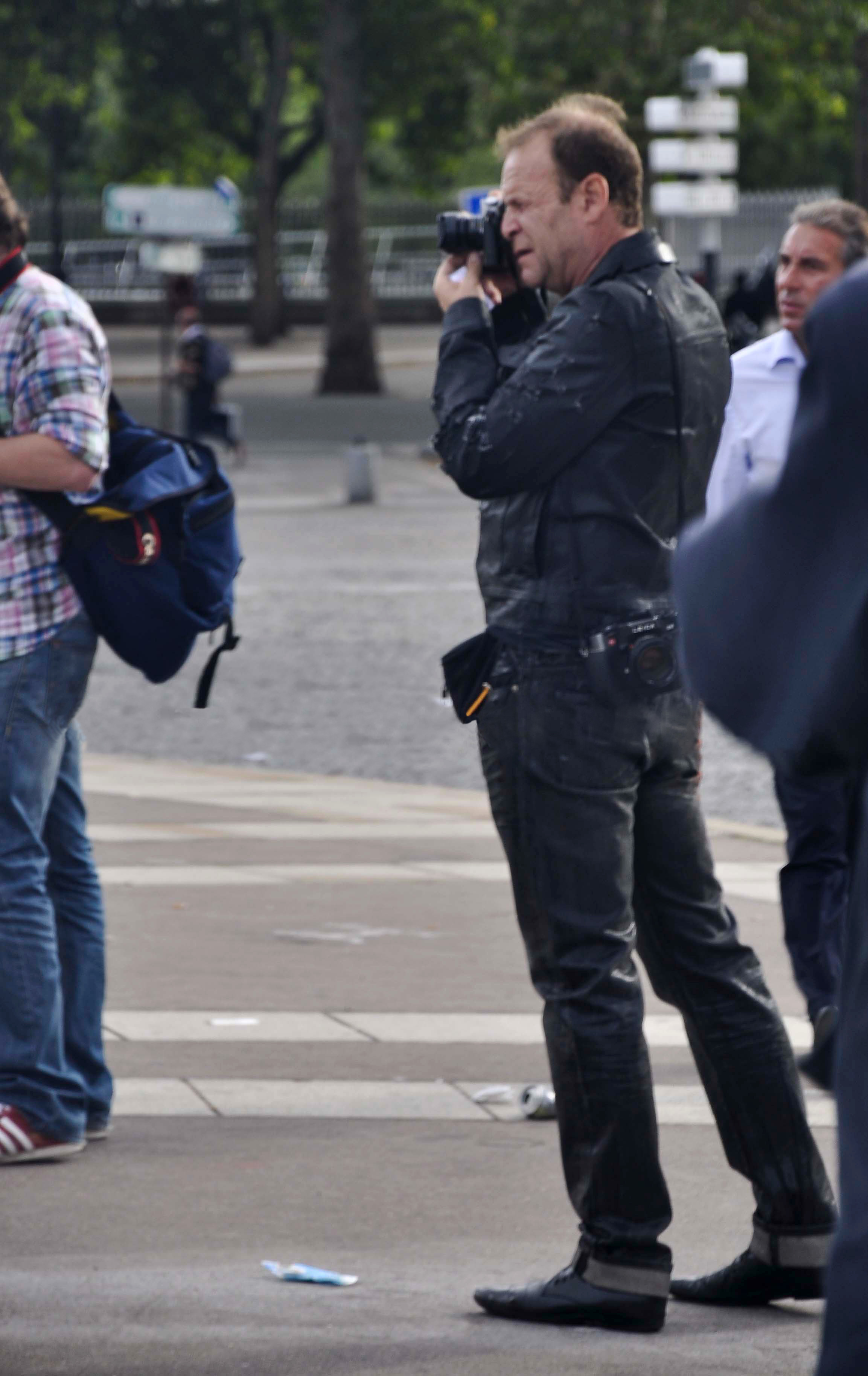
Франсуа-Марі Баньє (2010)

Франсуа-Марі Баньє (фр. François-Marie Banier; нар. 27 червня 1947 року в Парижі) — французький письменник, фотограф і кіноактор.

## Біографія
Франсуа-Марі Баньє народився в Парижі в 1947 році. Його батько іммігрував з Угорщини і, будучи вихідцем зі скромного походження, зробив собі ім'я в рекламній індустрії; мати походила з Італії. Баньє виріс у 16 окрузі Парижа. У віці 17 років він кинув середню школу в ліцеї Жансона-де-Саї без атестата про середню освіту, а у віці 20 років переїхав з дому своїх батьків.
У 1969 році він опублікував Les Résidences secondaires, короткий роман про чоловічу дружбу. Робота отримала високу оцінку та зробила його відомим на французькій літературній сцені та серед знаменитостей. Цьому допоміг той факт, що він дружив із художником Сальвадором Далі з 1964 року, був прес-секретарем модельєра П'єра Кардена з 1967 року, а письменник Луї Арагон захоплювався ним. За цим у 1971 році вийшов Le Passé composé, роман про пару братів-підлітків.
Баньє робив фотографії багатьох знаменитостей. Серед них Ізабель Аджані, Семюел Беккет, Джонні Депп, Володимир Горовиць, Сільвана Мангано, Джойс Керол Оутс, Кароліна Монакська, Софі Марсо, Наталія Водянова та ін. Він зміг видати кілька фотокниг. Визначним моментом його кар'єри як фотографа стала виставка його робіт у Центрі Помпіду в Парижі в 1991 році, яку підтримав президент Франції Франсуа Міттеран.
У 1969 році Баньє познайомився з Ліліан Бетанкур, на 25 років старшою за нього, головним акціонером французької косметичної групи L'Oréal. У 1987 році він зробив серію її фотографій для фотожурналу Égoïste, після чого їхні стосунки загострилися. У грудні 2008 року стало відомо, що з 2001 по 2007 року вона передала йому майже мільярд євро у вигляді картин, нерухомості, чеків і страхування життя. Беттанкур спочатку назвала його своїм спадкоємцем, але вона скасувала заповіт у вересні 2010 року.
У травні 2015 року суд у Бордо засудив Баньє до двох з половиною років ув'язнення за «використання слабкості» наповносправної Беттанкур. Крім того, накладено штраф у розмірі 350 тисяч євро.
Як актор Баньє знявся в одинадцяти театральних постановках з 1982 по 2015 рік. Кілька разів працював з режисером Еріком Ромером.

## Ососбисте життя
Баньє живе та працює в Парижі. Він гей. Мав романтичні стосунки з дизайнером інтер'єрів Жаком Гранже. Він зустрічався з актором Паскалем Греггорі, та прожив разом з ним сім років. Баньє живе зі своїм партнером, племінником Грегорі, Мартеном д'Оржевалем.

## Веб-посилання
- Персональний сайт
- Бібліографія. Франсуа-Марі Баньє // Німецька національна бібліотека